# Раматюэль
Раматюэ́ль (фр. Ramatuelle) — коммуна на юго-востоке Франции в регионе Прованс — Альпы — Лазурный берег, департамент Вар, округ Драгиньян, кантон Сент-Максим.
Площадь коммуны — 35,57 км², население — 2271 человек (2006) с тенденцией к стабилизации: 2126 человек (2012), плотность населения — 60,0 чел/км².

## Географическое положение
Коммуна лежит на восточных отрогах горного массива Мор по соседству с Сен-Тропе на Лазурном побережье Франции. Раматюэль расположен в самом центре полуострова Сен-Тропе, у залива Помпелон, окружён типичным провансальским ландшафтом с покрытыми пиниями лесистыми холмами. Коммуне принадлежит морской пляж Помпелон длиной в 4,5 километра, один из крупнейших в Провансе.

## Население
Население коммуны в 2011 году составляло — 2127 человек, а в 2012 году — 2126 человек.
| 1962 | 1968 | 1975 | 1982 | 1990 | 1999 | 2006 | 2011 | 2012 |
| ---- | ---- | ---- | ---- | ---- | ---- | ---- | ---- | ---- |
| 990  | 1253 | 1209 | 1762 | 1945 | 2131 | 2271 | 2127 | 2126 |

Динамика населения:

## Известные личности
В Раматюэле в начале 1960-х годов поселился британский фотограф и кинорежиссёр Дэвид Гамильтон. Здесь он делает свои первые выдающиеся фотосессии для журналов мод.
В окрестностях Раматюэля приобрела дом и виноградное хозяйство актриса Роми Шнайдер.
На местном кладбище похоронен французский актёр Жерар Филип.

## Экономика
Основными источниками доходов для местного населения является туристический бизнес и сельское хозяйство, в первую очередь виноделие. Возделывание винограда в этой местности известно приблизительно с 600 года до н. э., когда здесь осели переселенцы из Древней Греции. В настоящее время площадь виноградников в Раматюэле занимает 750 гектаров в составе пяти крупных винодельческих хозяйств. 3/4 всего производства винодельческой продукции относится к категории AOC Côtes de Provence и 1/4 — к винам Vin de Pays du Var. 70 % производимого вина — это традиционные для этой местности розовые сорта, 20 % — красное вино, и 5 % — белое.
В 2010 году из 1409 человек трудоспособного возраста (от 15 до 64 лет) 1006 были экономически активными, 403 — неактивными (показатель активности 71,4 %, в 1999 году — 71,8 %). Из 1006 активных трудоспособных жителей работал 901 человек (481 мужчина и 420 женщин), 105 числились безработными (48 мужчин и 57 женщин). Среди 403 трудоспособных неактивных граждан 96 были учениками либо студентами, 135 — пенсионерами, а ещё 172 — были неактивны в силу других причин.
На протяжении 2010 года в коммуне числилось 1 008 облагаемых налогом домохозяйств, в которых проживало 2 324,5 человека. При этом медиана доходов составила 21 075 евро на одного налогоплательщика.

## Достопримечательности (фотогалерея)
Раматюэль представляет собой великолепно сохранившееся до наших дней средневековое поселение с узкими улочками и застройкой, относящейся к XVI—XVIII столетиям. Из городских укреплений сохранились в его восточной части т. н. «Сарацинские ворота», возведённые в XVI веке. Собор Нотр-Дам относится также к XVI веку, а его колокольня, прежде — сторожевая башня, была построена в XIV столетии. Величественный портал собора ранее принадлежал картезианскому монастырю Шартрез-де-ла-Верн и относится к XVII веку.
Начиная с 1985 года в Раматюэле ежегодно проводятся фестиваль классической музыки Festival de Théâtre et Variété de Ramatuelle и джазовый фестиваль — Festival Jazz Ramatuelle.

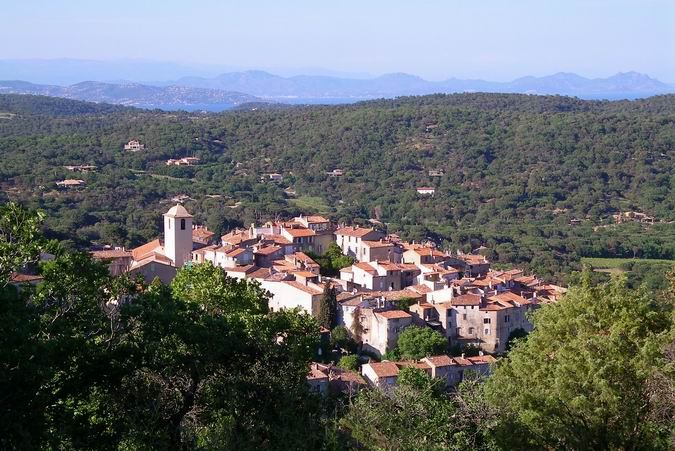
Вид на город со стороны горного хребта Мор
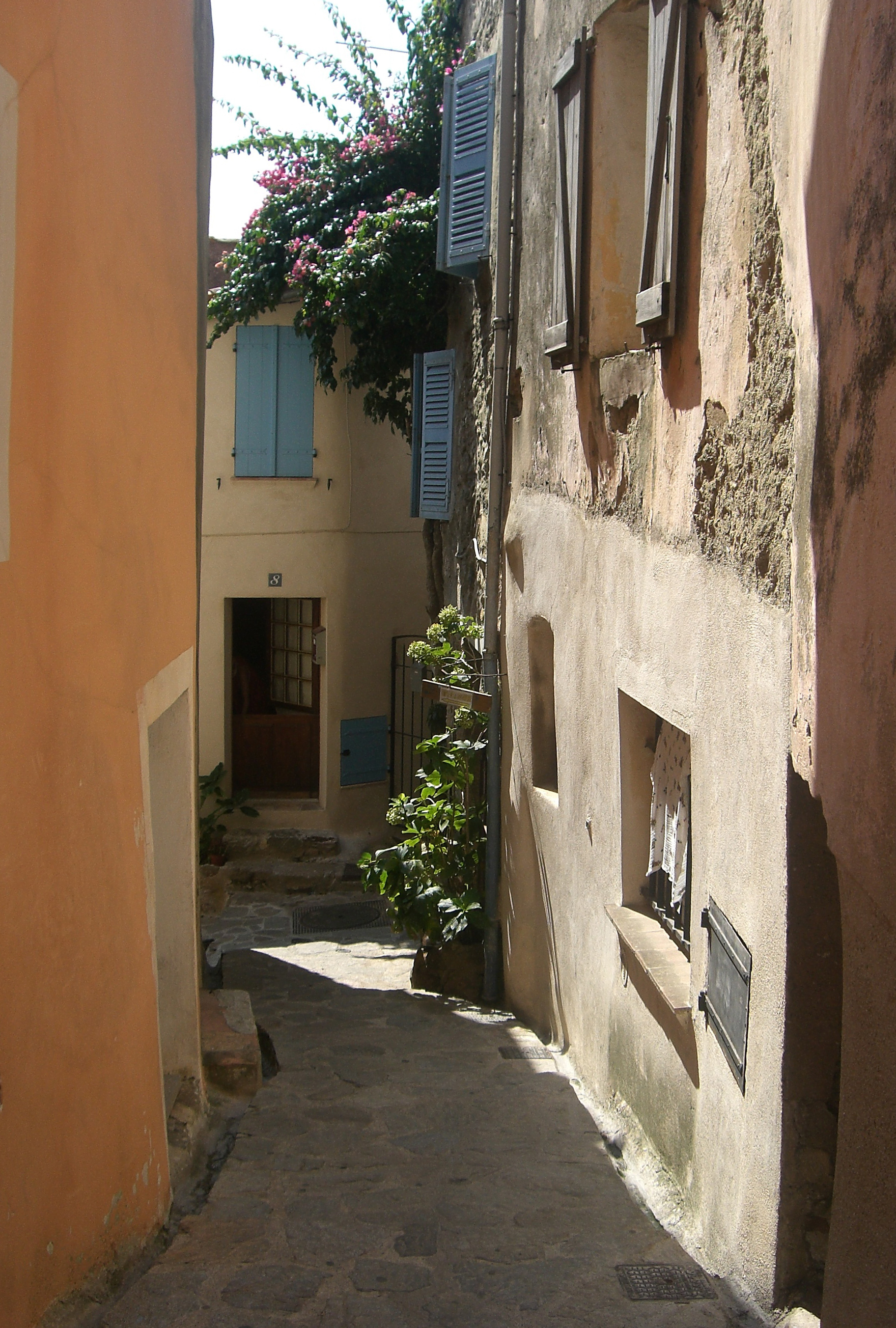
Старая улица
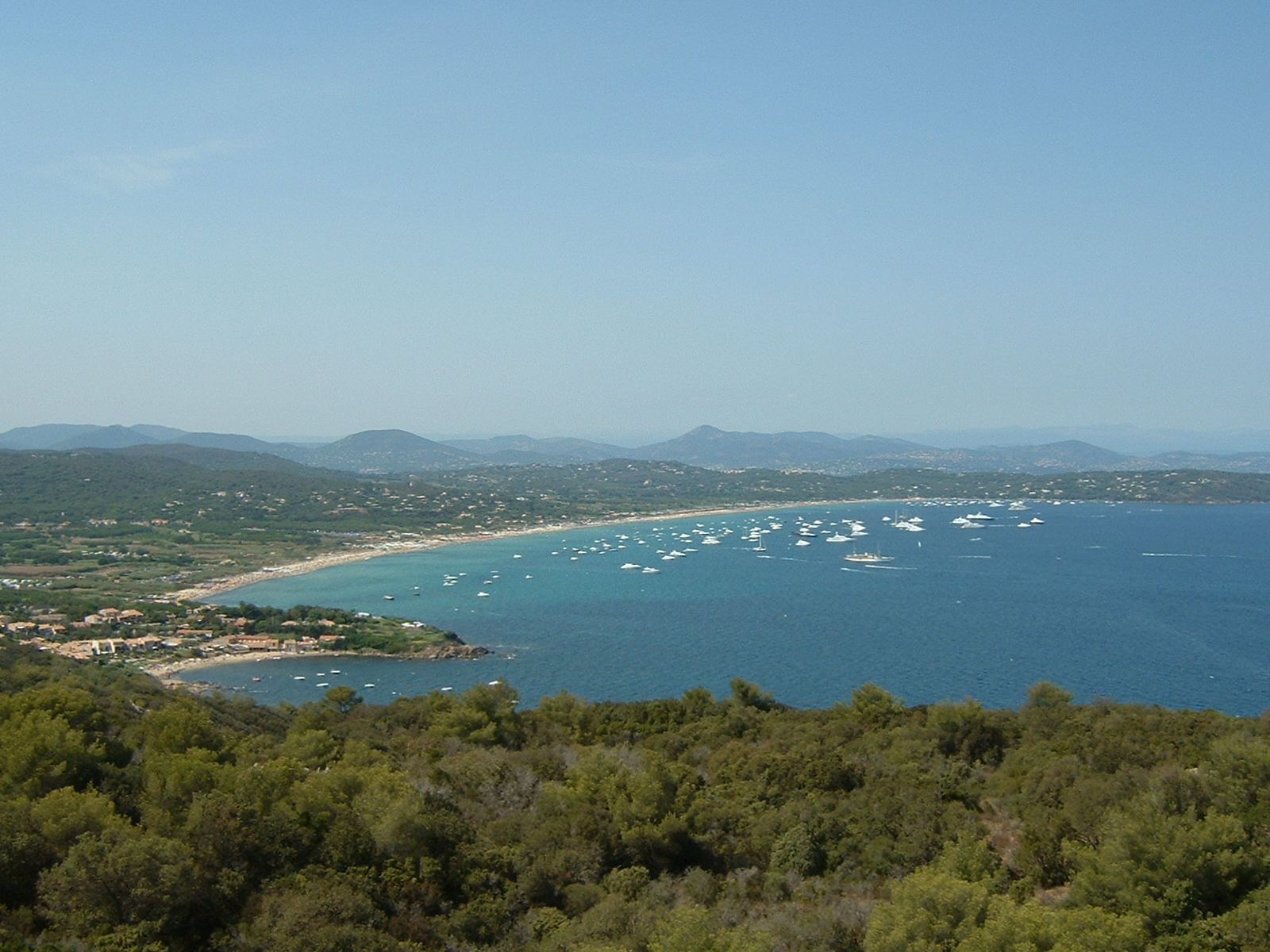
Пляж Помпелон
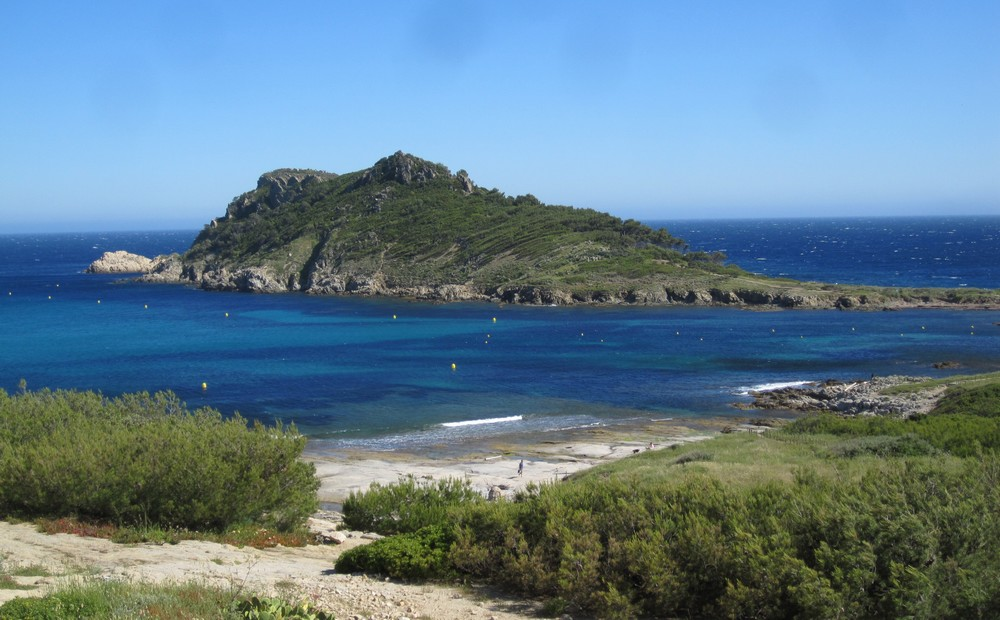
Остров
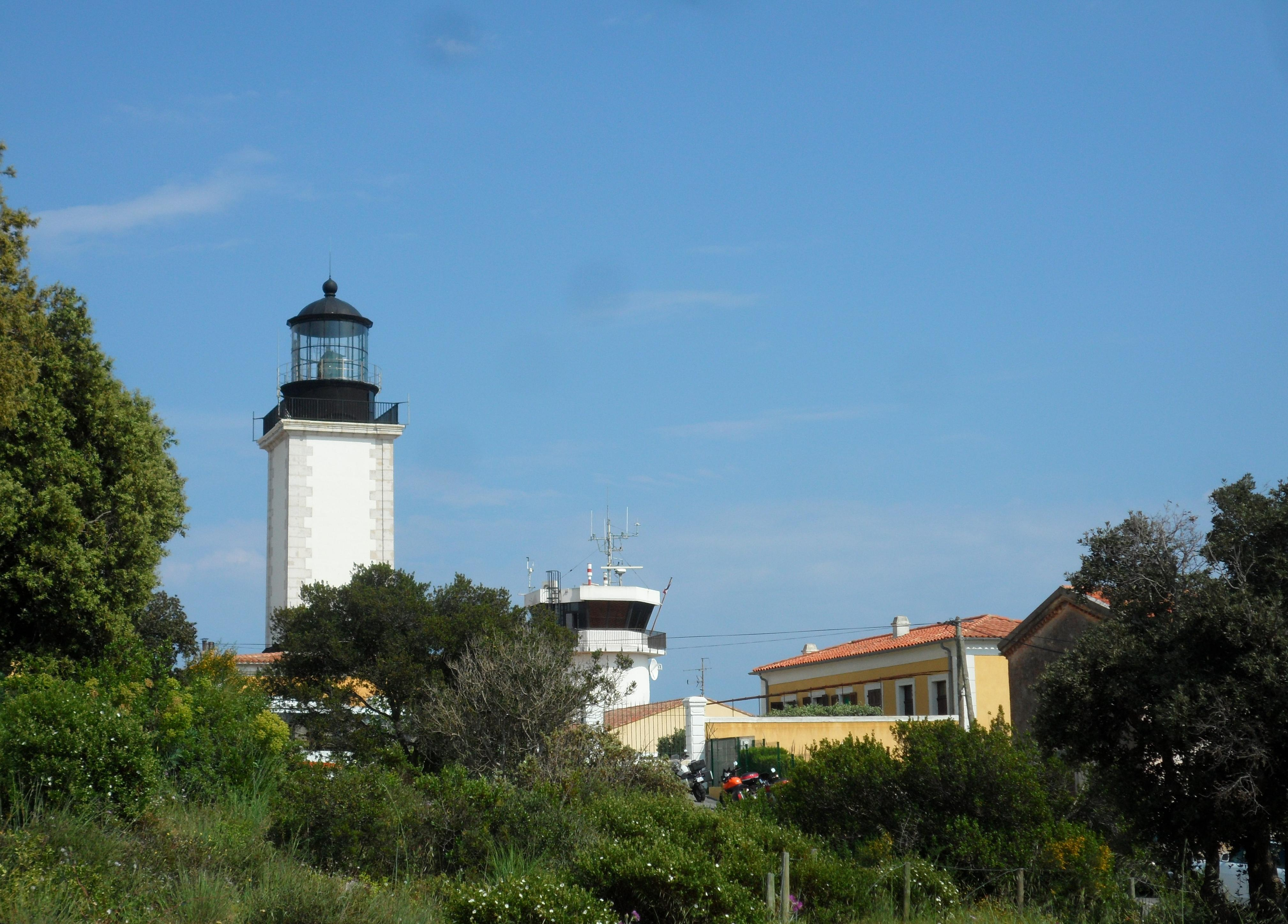
Маяк на острове Камарат